# Molango
Esta página se refiere a una localidad. Para el municipio homónimo véase Municipio de Molango de Escamilla
Molango es una localidad mexicana, cabecera municipal del municipio de Molango de Escamilla en el estado de Hidalgo.

## Geografía
Se encuentra en la región geográfica de la Sierra Alta; a la localidad le corresponden las coordenadas geográficas 20° 47’ 11.394” de latitud norte y 98° 43’ 50.929” de longitud oeste, con una altitud de 1580 m s. n. m. Cuenta con un clima templado húmedo con abundantes lluvias en verano; y precipitaciones promedio anual de 1438 mm, con temperatura de 17 °C.
En cuanto a fisiografía se encuentra en la provincia de la Sierra Madre Oriental, dentro de la subprovincia del Carso Huasteco; su terreno es de sierra. En lo que respecta a la hidrología se encuentra posicionado en la región del Pánuco, dentro de la cuenca el río Moctezuma, y en la subcuenca del río Amajac. Se encuentra cerca de la laguna de Atezca.

## Demografía
En 2020 registro una población de 4265 personas, lo que corresponde al 43.14 % de la población municipal. De los cuales 2447 son hombres y 2548 son mujeres.
| Gráfica de evolución demográfica de Molango entre 1900 y 2020 |
|                                                               |
| Población registrada por los censos y conteos del INEGI.      |